# Ebola (betegség)
Az ebola vagy ebola vérzéses láz egy súlyos, magas halálozással járó fertőző betegség, melyet az Ebolavirus nemzetségbe tartozó Ebola-vírusok okoznak, melyek a marburg-vírushoz hasonlóan a Filovírusok (Filoviridae) családjába tartoznak. A betegség eleinte klasszikus vírusfertőzés tüneteivel jelentkezik (pl. láz, izomfájdalmak), majd kialakulnak a vérzéses lázra jellemző tünetek, mint a hasmenés, hányás, fokozott vérzékenység, végül többszervi elégtelenség és keringési sokk alakul ki. Kezelése eleinte nem volt megoldott, specifikus terápia nem állt rendelkezésre, azonban már a 2014-es nyugat-afrikai Ebola-járványt követően sikeresen teszteltek Ebola-ellenes védőoltásokat. A beteg elkülönítése mellett támogató, szupportív kezeléseket (pl. folyadékpótlás) alkalmaznak. A betegség halálozása kezdetben 50-90 százalék körüli volt, de 2019-ben megtalálták és engedélyezték is az ebola ellenszerét, amivel a betegség halálozási rátája 6 százalékra csökkent. Potenciális biológiai fegyvernek tartják, mivel az egyik legvirulensebb emberi kórokozó.

## Etimológia

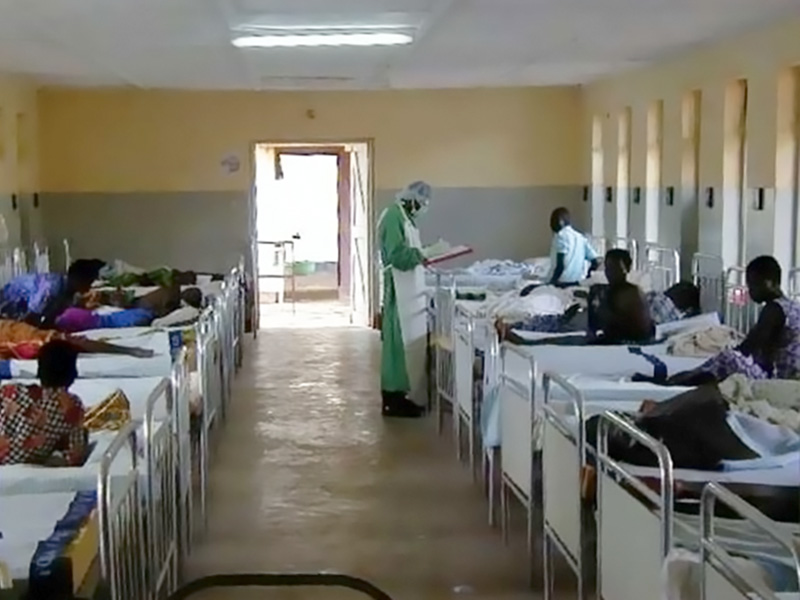
Elkülönített részleg egy gului kórházban a 2000-es ugandai ebola járvány idején

A vírust a Kongói Demokratikus Köztársaság (egykori nevén Zaire) területén található Ebola folyó völgye után nevezték el (a folyót az őslakosság saját nyelvén Legbala néven emlegeti), ami közel található az első 1976-os ismert járványkitöréshez, egy flamand nővérek által vezetett misszionárius kórházhoz Yambuku faluban.

## Története
A betegség a Kongói Demokratikus Köztársaságban található Ebola folyóról kapta a nevét, ahol először okozott járványt 1976-ban. A vírus azóta Afrika különböző pontjain többször is feltűnt, főleg Kelet-Közép-, Közép- és Nyugat-Afrikában, az Ebola és a Kongó folyók környékén, a Kongó területén, a Viktória-tó környékén, Dél-Szudánban, Ugandában, Gabonban, Elefántcsontparton, Guineában, Sierra Leonéban és Libériában. A betegség zoonózis, állatról terjed emberre. Megbetegíti a majmokat és más emlősöket is, azonban a vírus természetes gazdája nem ismert.
A 2014-es Nyugat-afrikai Ebola-járvány a vírus 1976-os azonosítása óta a legsúlyosabb fertőzés mind a megbetegedések, mind az áldozatok számát tekintve.

## A kórokozó

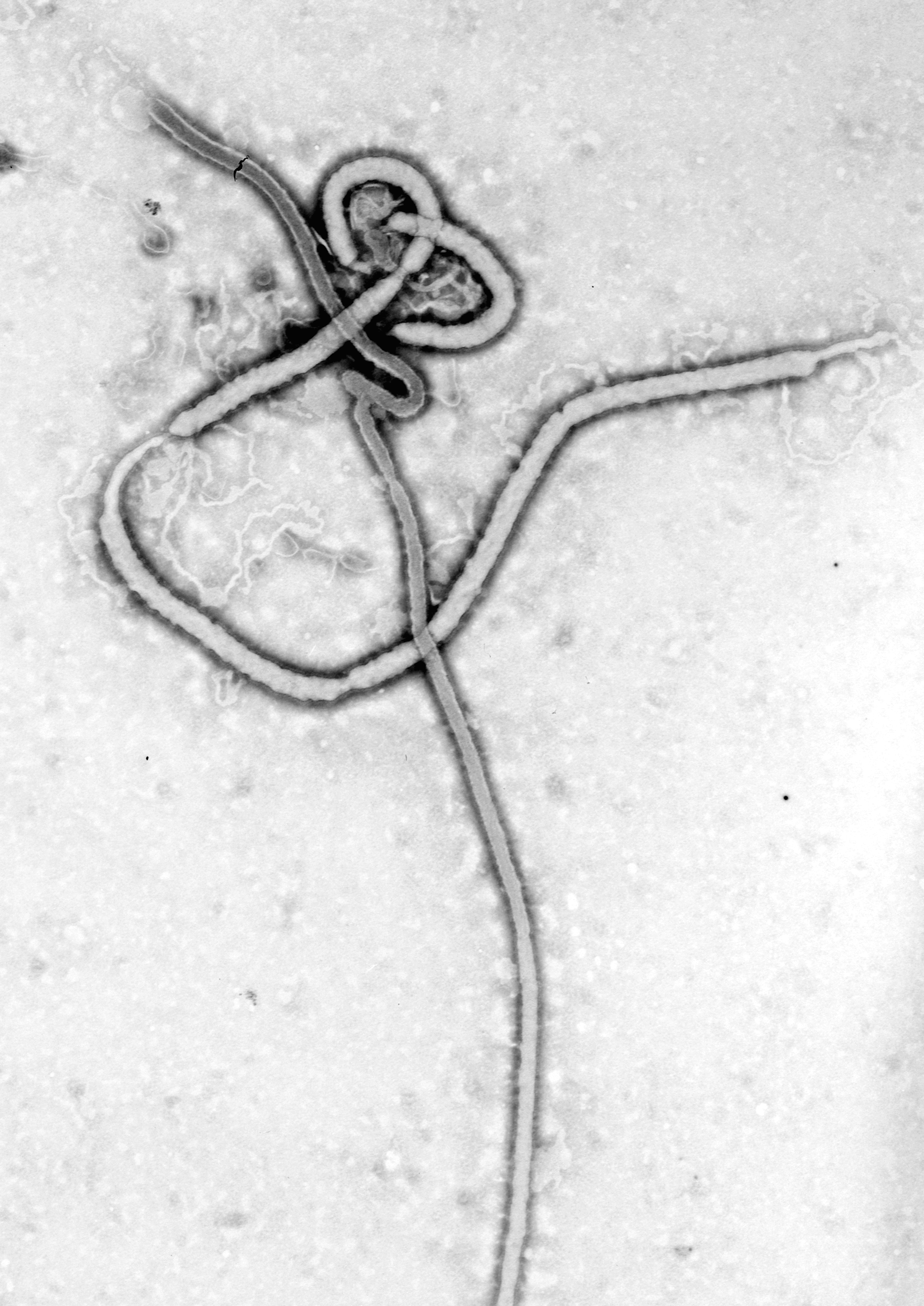
Ebolavírus partikulum elektronmikroszkópos felvétele. Jól látható a vírus fonalas (filamentális) szerkezete, ami a Filovírusok családjára jellemző. A vírus genomja egyfonalas RNS

A betegség okozói az Ebolavirus nemzetségbe tartozó Ebola-vírusok, melyek közül jelenleg öt ismert. Az Ebola-vírusok a Filovírusok családjába tartoznak, a család másik fontos képviselője az ugyancsak vérzéses lázat okozó Marburg-vírus. A Filovírusok, így az Ebola-vírusok is, lineáris, nem-szegmentált, negatív egyszálú RNS-t tartalmaznak, amihez kovalensen nem kapcsolódnak fehérjék. A virális genom kb. tizenkilenc kilobázis hosszúságú és hét gént tartalmaz, ezek 3'-5' irányban az NP, a VP35, a VP40, a GP, a VP30, a VP24 és az L gének. A különböző típusú Ebola-vírusok nukleotid szekvenciái különböznek egymástól, és változó mennyiségű génátfedést tartalmaznak.
Egy vírust akkor sorolnak az Ebola-vírusok közé, ha a Filovírusok kritériumain kívül az alábbiaknak is megfelel:
- Több génátfedést (angolul gene overlap) is tartalmaz
- A genom negyedik génje (GP) négy fehérjét kódol, a szolubilis glikoprotein (sGP) és az abból proteolítikus hasítással keletkező Δ-peptid az elsődlegesen átírt termékek, míg az ún. tüske glikoproteinek (angolul spike glycoprotein, GP1,2) és a másodlagos szolubilis glikoprotein (ssGP) az elsődlegesen átírt virális RNS módosításával (kotranszkripciós módosítás) jönnek létre
- A fertőzőképesség maximuma a nagyjából 805 nanométer hosszúságú virionok esetén tapasztalható
- A vírus genomja nukleotid szinten legalább 50 százalékban eltér a Marburg-vírusokétól, és legalább 50 százalékban azonos a zairei Ebola-víruséval
- A vírus virionjain található antigének szinte semmilyen keresztreaktivitást nem mutatnak a Marburg-vírusokéval

### Szerkezete

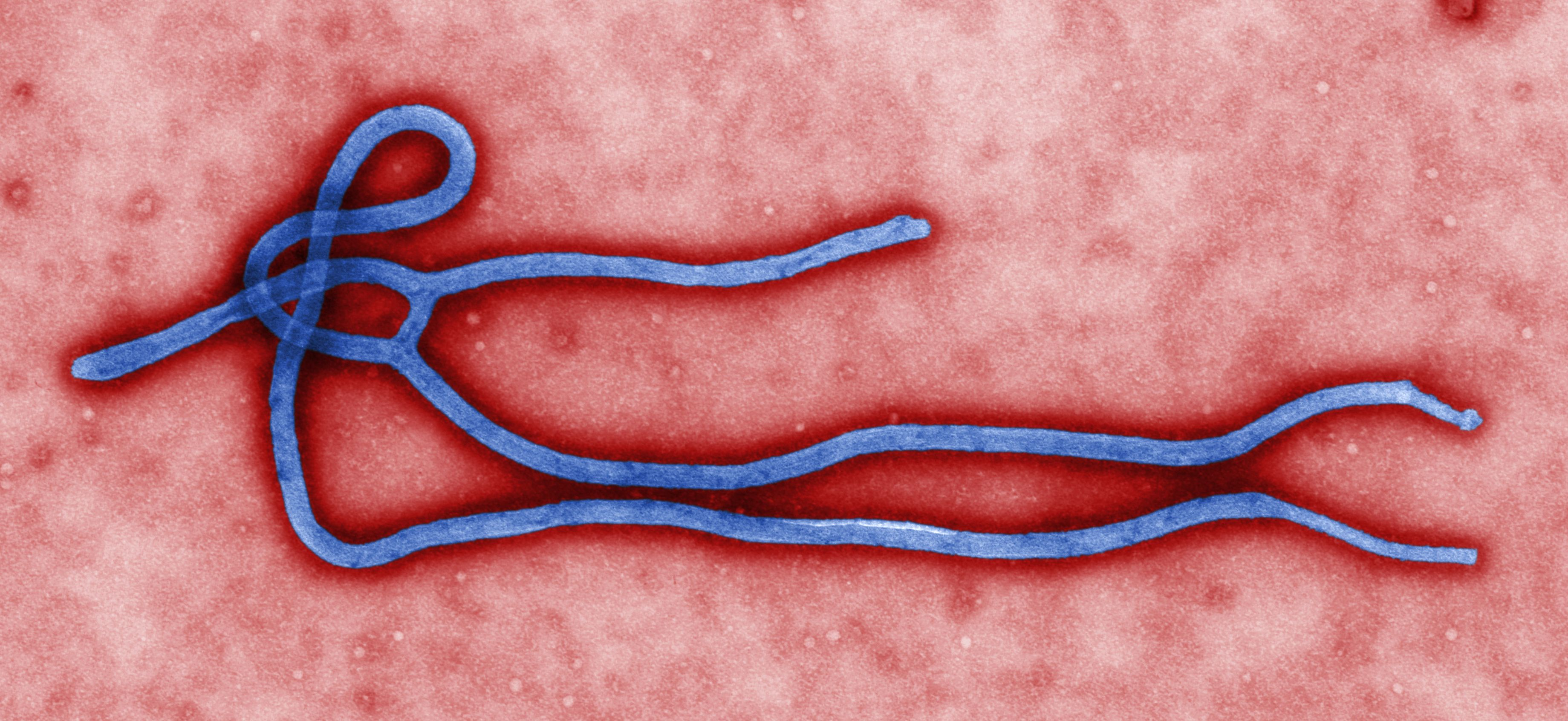
Transzmissziós elektronmikroszkóppal készült és utólagosan színezett felvétel az Ebola-vírus virionjáról

Mint minden Filovírus, az Ebola-vírusok virionjai is fonalas szerkezetűek, melyek elektronmikroszkóppal vizsgálva változatos alakban (U, 6, feltekert, kiegyenesedett) láthatóak. A virionok átlagosan 80 nanométer szélesek, a hosszuk változó, az átlagos hosszúságuk 974 és 1086 nanométer közé esik, de sejttenyészetben megfigyeltek már 14,000 nanométer hosszú viriont is. A vírus nukleokapszidját a fertőzött sejtek membránjából származó lipidburok veszi körül, amibe beleágyazva virális glikoproteinek találhatók.

### Osztályozása

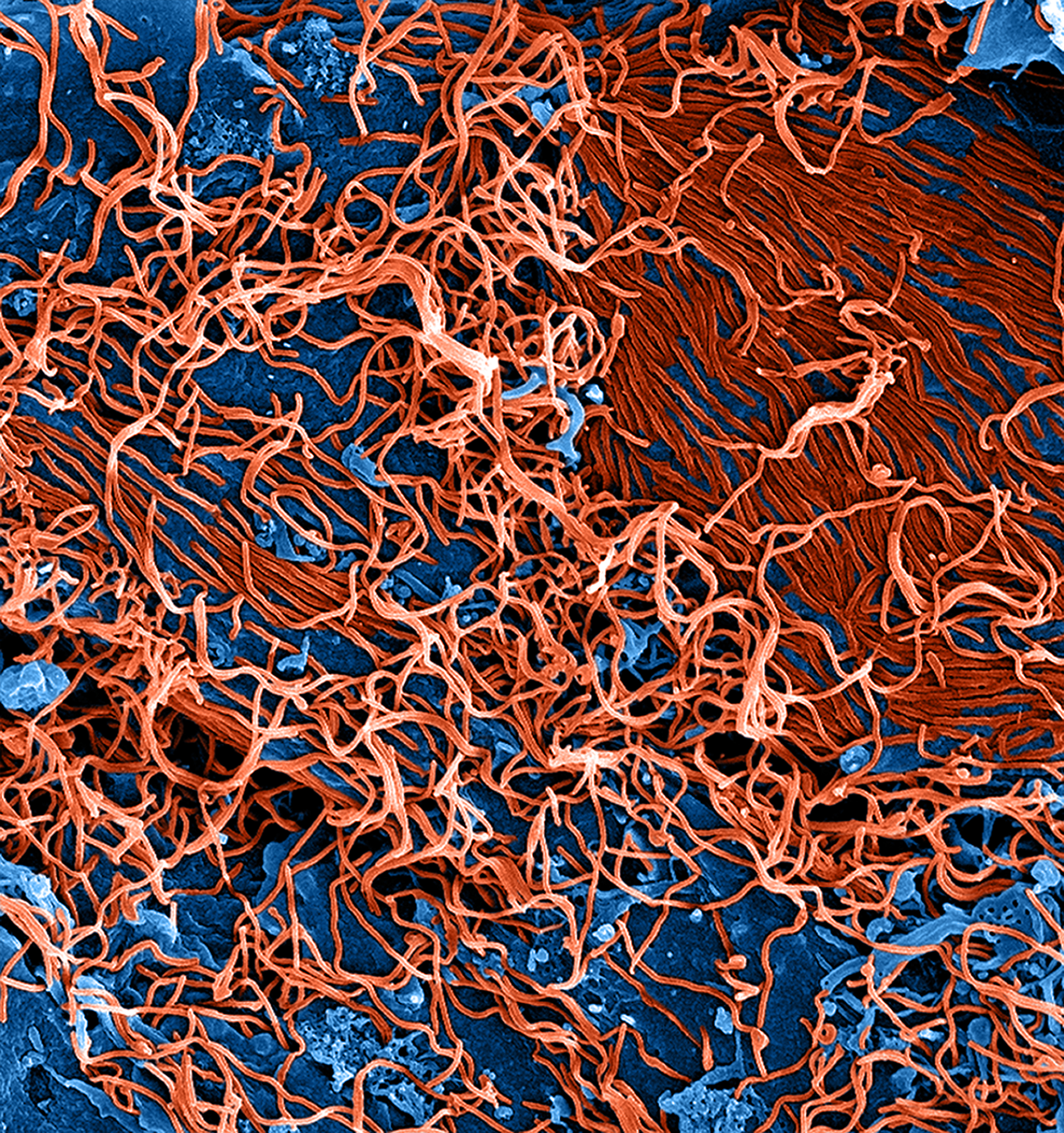
A pásztázó elektronmikroszkópos felvételen pirossal színezett fonalas Ebola vírus részecskék tömege- Méretük változó, átlagosan 80 nanométer széles, hossza 974 és 1086 nanométer, sejttenyészetben megfigyeltek 14 ezer nanométer hosszú vírust

Az Ebola-vírus és a Marburg-vírus nemzetséget eredetileg a ma már nem létező Filovírus nembe sorolták. 1998 márciusában a Gerincesek Vírusai Albizottság indítványozta a Nemzetközi Vírustaxonómiai Bizottságnál (ICTV), hogy változtassák a Filovírus nemet Filovírus családra, két külön nemzetséggel: Ebola-szerű vírusok és Marburg-szerű vírusok. Az indítványt 2001 áprilisában Washingtonban elfogadták, majd 2002 júliusában Párizsban is. 2000-ben egy Washingtonban készített indítvány eredményeként az Ebola-szerű vírusokból és a Marburg-szerű vírusokból Ebola-vírus és Marburg-vírus lett.
Az Ebolavirus nemzetségbe jelenleg öt faj tartozik, az Ebola-vírus (EBOV, korábban zairei Ebola vírus, ZEBOV), a Szudán-vírus (SUDV, korábban szudáni Ebola vírus, SEBOV), A Taï erdő-vírus (angolul: Taï forest virus, TAFV, korábbi nevén elefántcsontparti Ebola vírus, CIEBOV), a Bundibugyo-vírus (BDBV, korábban Bundibugyo Ebola vírus, BEBOV) és a Reston-vírus (RESTV, korábbi nevén Reston Ebola vírus, REBOV). Az ötből négy az emberre veszélyes kórokozó, a Reston-vírus különböző állatokban (sertés, majom) vérzéses lázat okoz, azonban emberi megbetegedést nem idéz elő.

#### Zaire-i Ebola-vírus (EBOV; előtte ZEBOV)
A Zaire-vírus, más néven zairei Ebola-vírus (EBOV) rendelkezik a legnagyobb halálozási aránnyal, ami akár 90 százalékos is lehet, az átlagos halálozási arány körülbelül 83 százalék volt 27 év alatt (1976-2003). A legtöbb járványt ez a típus okozza, az első 1976. augusztus 26-án tört ki Yambukuban. Mabalo Lokela, egy 44 éves tanár volt az első feljegyzett beteg. A tünetek maláriára hasonlítottak, és ennek megfelelően a későbbi páciensek kezelésként kinint kaptak. A fertőzés átvitelét valószínűleg Lokela injekciós tűjének fertőtlenítés nélküli újrahasználata okozhatta. A további fertőzések a nem megfelelő felszerelésnek és nővéri ellátásnak, a hiányos óvintézkedéseknek (pl. gumikesztyű hiánya), illetve a hagyományos temetkezési szertartásoknak volt köszönhető.

#### Szudáni Ebola-vírus (SUDV; előtte SEBOV)
Ez a vírus az Ebola második ismert szubtípusa, ami a Zaire-vírussal egy időben jelent meg, és eleinte azzal azonosnak gondolták. Valószínűsíthető, hogy egy pamutgyár dolgozói között jelent meg először a szudáni Nzaraban, annak egyik dolgozója kerülhetett kapcsolatba a vírus hordozójával. A tudósok válaszul több gerinces állat- és rovarfajt is leteszteltek, ennek ellenére egynél sem találták meg a vírust. A hordozó továbbra is ismeretlen, feltehetően denevérek a gazdái. A nem megfelelő nővéri ellátás szintén elősegítette a járvány terjedését. A legutóbbi járványkitörés 2012-ben történt Ugandában.

#### Restoni Ebola-vírus (RESTV; előtte REBOV)

Az Ebola-járvány kitörési gócpontjai 1976–2014 között. Kék ponttal a 2014-es jelentések alapján (áprilisig)

Majom-vérzéseslázvírusa (SHFV) által okozott járványkitörés során fedezték fel közönséges makákókban 1989-ben a Hazleton Laboratories létesítményében (napjainkban Covance Laboratories). Az eredeti restoni (Virginia, Egyesült Államok) megjelenését követően felbukkant Pennsylvaniában, Texasban és az olaszországi Siena városában is. A fertőzött állatok minden esetben egy Fülöp-szigeteki intézettől származtak. Később egy Fülöp-szigeteki sertéstelepen sertéseket is megfertőzött. Emberek tünetmentesen megfertőződtek ugyan a vírussal, de betegséget egyikükben sem okozott, eddig kizárólag állatokat (majmokat és sertéseket) betegített meg. Ennek ellenére biztonsági szempontból a legmagasabb, négyes szintű organizmusként van besorolva.

#### Az elefántcsontparti Ebola-vírus (TAFV; előtte CIEBOV)
A vírust 1994. november 1-jén fedezték fel az elefántcsontparti Taï erdőben, két elpusztult csimpánz tetemének boncolását követően. A boncolás során a szívben barnásan elszíneződött folyékony vért találtak, a szerveken szemmel észlelhető elváltozás nem volt, bár egy másik boncolásnál folyékony vérrel teli tüdőt találtak. A csimpánzszövetek tanulmányozása az 1976-os emberi megbetegedésekhez hasonló eltéréseket mutatott. Később, 1994-ben még több halott csimpánzt fedeztek fel, amikben molekuláris módszerekkel az Ebola-vírus jelenlétét igazolták. A fertőzés forrása valószínűleg a csimpánzok által zsákmányolt vörös kolobuszmajmok (Procolobus badius) húsa lehetett. Az egyik tudós a boncolások során megfertőződött a vírussal, ami után egy héttel a Dengue-lázhoz hasonló tüneteket produkált, majd Svájcba szállították, hogy ott lássák el. Két hét múlva elengedték a kórházból és hat héttel a fertőzés után teljesen felépült.

#### A bundibugyoi Ebola-vírus (BDBV; előtte BEBOV)

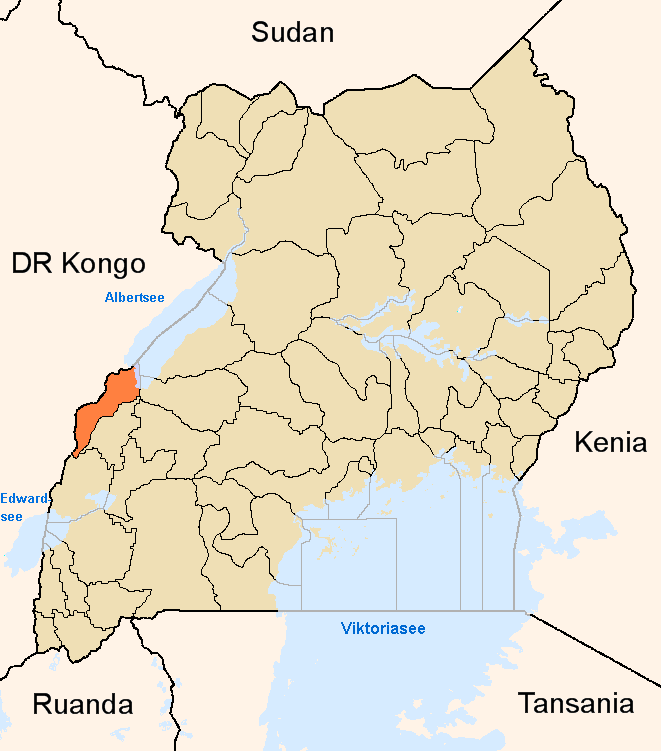
Az ugandai Bundibugyo körzetben, az utolsó BDBV fertőzött beteget 2008. január 8-án bocsátották haza

2007. november 24-én az Ugandai egészségügyi minisztérium megerősítette egy ebolajárvány kitörését Bundibugyo körzetben. Miután a mintákban a vírus jelenlétét a United States National Reference Laboratories és a CDC is megerősítette, az Egészségügyi Világszervezet bejelentette az új faj létezését. 2008. február 20-án az ugandai kormányzat hivatalosan bejelentette a járvány végét Bundibugyoban, az utolsó fertőzött beteget 2008. január 8-án bocsátották haza. Uganda hivatalosan 116 esetet erősített meg, akik az új fajta Ebola-vírussal fertőződtek, közülük 39-en haltak meg, ami 34 százalékos halálozási arányt jelent. 2012-ben a Kongó Demokratikus Köztársaságban ismét felbukkant a vírus, akkor 77 betegből 36 haláleset történt.

### A vírus hordozói, terjesztői

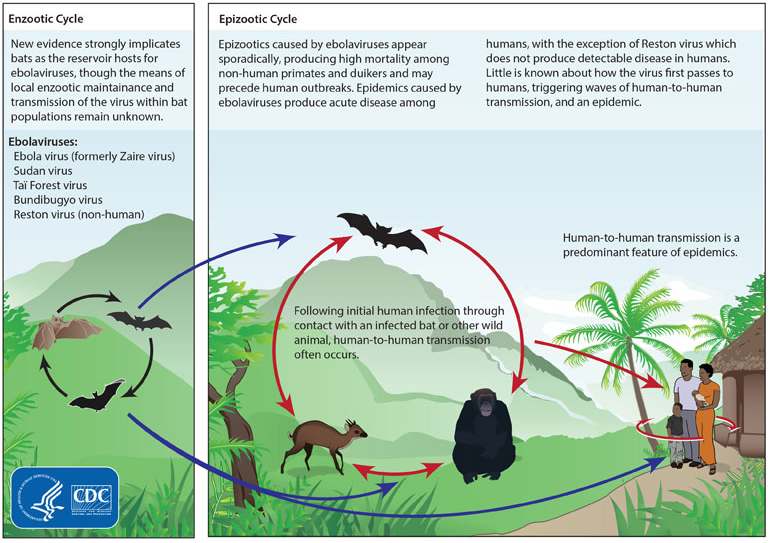
Az Ebola-vírus az amerikai CDC által valószínűsített életciklusa. A betegség kifejlődéséhez elég, ha a fertőzött gyümölcsevő denevér által félig megevett táplálékot fogyasztja el egy főemlős

A vírusok természetes hordozója még nem ismert, a legvalószínűbb terjesztői a denevérek lehetnek, de növények és ízeltlábúak is felmerültek. Kiderítették, hogy az 1976-os zaire-i járvány kiindulási helyének számító pamutgyárban jelentős denevérpopuláció lakott. Egyes nyugat-afrikai országokban, mint Guineában a helyi gasztronómia részét képezi a gyümölcsevő denevérek húsának fogyasztása, mely által szintén terjedhet a vírus. Kísérletesen 19 gerinces és gerinctelen állatot, illetve 24 féle növényt is beoltottak Ebola-vírussal, de az egyedül a denevéreket fertőzte meg. A vírusgazdákra jellemző módon a fertőzött denevérek nem betegedtek meg a vírustól.

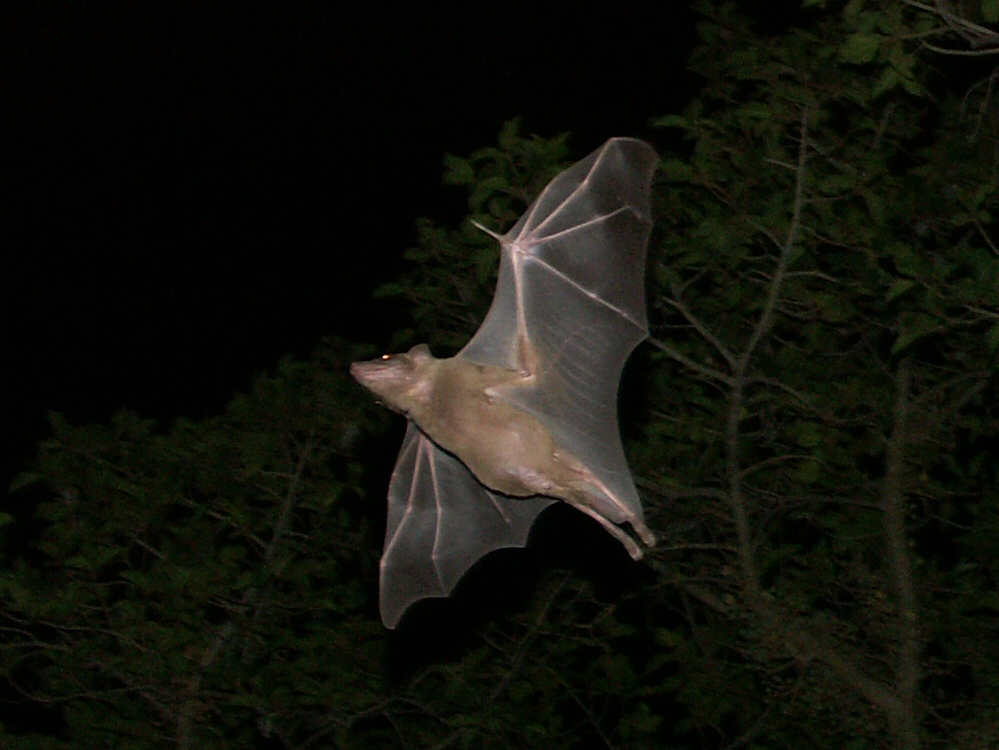
Az ebolavírus hordozójának bizonyult a gyümölcsevő nílusi repülőkutya (Rousettus aegyptiacus) is

Egy 2002 és 2003 között végzett kutatásban 1030 állatot, köztük 679 denevért gyűjtöttek be Gabon és a Kongói Köztársaság területéről, ebből 13 gyümölcsevő denevérben sikerült kimutatni a vírus RNS-ét. Jó néhány gyümölcsevő denevérfajban (Epomops franqueti, Hypsignathus monstrosus, Myonycteris torquata, Micropteropus pusillus, Mops condylurus, Rousettus aegyptiacus) mutatták ki a vírusfertőzés laborjeleit, így jelenleg ezek számítanak a vírus legvalószínűbb természetes rezervoárának. Elpusztult főemlősök tetemeiben is kimutatták a vírusokat, azonban a körükben tapasztalt magas halálozás valószínűtlenné teszi őket, mint gazdákat. Az embert minden bizonnyal nem közvetlenül a vírust hordozó denevérek betegítik meg, hanem a vírustól időnként szintén megbetegedő főemlősök, amik kapcsolatba kerülnek az emberrel. A járványok ezt követően az emberek közötti terjedéssel alakulnak ki, azonban a vírus nem képes tartósan fönnmaradni az emberi népességben. Ugyanakkor ismert, hogy a denevéreket a helyi lakosság élelemként is fogyasztja, elsősorban Nyugat-Afrikában.

## Patogenezis

A betegség vélt patogenezise. Részletesen lásd a szövegben

A betegség patogenezisére vonatkozóan a legtöbb adat főemlősökön végzett állatkísérletekből származik. A fertőzés korai szakában a vírus elsődleges célpontjai a mononukleáris fagocita rendszer (angolul: Mononuclear phagocyte system, MPS) sejtjei, elsősorban a monociták és dendritikus sejtek, amiken keresztül eljut a lépbe, a májba és a nyirokcsomókba. A sejtekbe való bejutásban a vírus felszínén található glikoproteineknek (GP1,2) van a legfontosabb szerepe, amik különböző sejtfelszíni struktúrákhoz (pl. lektinekhez, integrinekhez, a TIM-1 molekulához) kapcsolódnak és a vírus felvételét indító jeleket továbbítanak a sejteknek. A fertőzött immunsejtekben a vírus szaporodik, illetve a sejtek vándorlásával szétterjed a szervezetben. A vírusfertőzött dendritikus sejtek nem aktiválódnak, ami hozzájárul a vírus elleni immunválasz késlekedéséhez, viszont a makrofágokat aktiválja, aminek hatására azok nagy mennyiségű gyulladásos citokint (pl. TNF-α, IL-6, IL-8) termelnek, ami a későbbi súlyos szisztémás reakciók kialakulásának egyik legfontosabb, központi lépése. Miután ezekben a sejtekben szaporodott, a vírus másodlagos célpontjai a fibroblasztok és az ereket belülről bélelő endotélsejtek, amik a szervezet legkülönfélébb szerveiben is megtalálhatók (pl. here, máj, vese). A vírus közvetlenül is károsítja ezeket a sejteket, amit az aktivált immunsejtek által termelt citokinek hatása tovább fokoz. Mindez végül az érrendszer integritásának megbomlásához, a vazomotor funkciók csökkenéséhez és súlyos véralvadási zavarokhoz vezet.
A filovírusok gyakorlatilag az összes sejttípust képesek megfertőzni, az egyedüli kivételt ez alól a limfociták képezik, amik valószínűleg nem rendelkeznek olyan sejtfelszíni molekulákkal, amik lehetővé tennék a vírus bejutását. Ennek ellenére, a vírusfertőzés indirekt módon a limfociták apoptózisát váltja ki, a betegben limfocitopénia alakul ki. A limfociták fokozott pusztulása meggyengíti az adaptív immunrendszert és hozzájárul a vírussal szembeni immunválasz elégtelenségéhez. Az Ebola-vírus ezenkívül képes meggátolni a vírusfertőzések elleni védekezésben fontos szerepet játszó interferonok termelését és funkcióját.
Külön kiemelendő az ún. Niemann-Pick C1 (NPC1) fehérje szerepe a vírus sejtekbe való bejutásában. A fehérje egy, a sejtek felszínén található koleszterin csatorna, aminek veleszületett mutációja a C típusú Niemann-Pick betegséget okozza, ami egy ritka neurodegeneratív kórkép. Újabb kutatások alapján a fehérje nélkülözhetetlennek tűnik a vírus bejutásához a gazdasejtbe, C típusú Niemann-Pick betegek sejtjein végzett in vitro vizsgálatokban a fertőzés nem jött létre. Kimutatták, hogy a fehérje mutációja esetén a virális glikoproteinek képtelenek a virion burkát fuzionáltatni a sejtmembránnal, ami megakadályozza a virális nukleokapszid bejutását a célsejtbe.

### A fertőzés módja

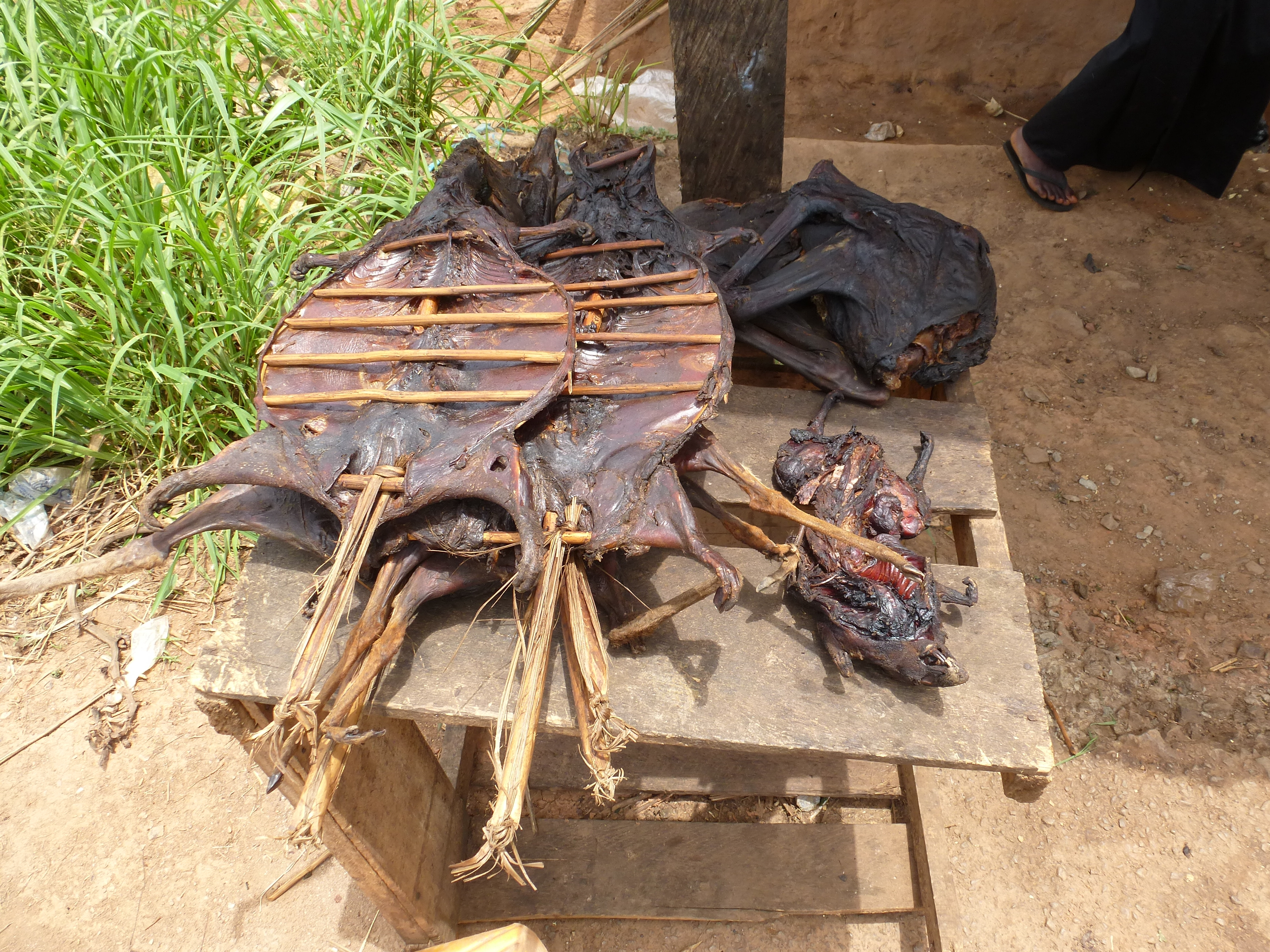
Különböző őserdei állatok húsának árusítása egy ghánai országút mellett. Valószínűsíthetően fertőzött állattal való érintkezés útján kerülhet át az Ebola fertőzés az emberbe

A vírus természetben való előfordulása, esetleges átterjedése az emberre részleteiben nem ismert. Valószínűsíthetően fertőzött állattal való érintkezés útján kerülhet át az emberbe. Az emberek közötti terjedése a fertőzött személy vérével vagy más testnedveivel (pl. nyál, ondó) való közvetlen kapcsolat útján történik, vagy a fertőzött orvosi eszközökön keresztül (pl. injekciós tűkkel). A szájon át történő vagy a szem kötőhártyáján keresztüli fertőzés is valószínű, és főemlősökön végzett állatkísérletekben igazolt mechanizmus. Cseppfertőzéssel természetes körülmények között nem terjed, de laboratóriumban létrehozott 0,8-1,2 mikrométer átmérőjű partikulumként fertőzőképes, így a cseppfertőzés potenciális lehetősége miatt A kategóriás biológiai fegyvernek minősül. Aeroszolként állatkísérletekben a zairei Ebola-vírust is fertőzőnek találták.
A vírus terjedését segíthetik a helyi szokások is. Járványt indíthat el a halotti szertartás, mert Afrikában ez együtt jár a halottal való közvetlen érintkezéssel: a halott lemosásával, megcsókolásával stb. Emellett a nem megfelelő higiéniás szabályok, az egészségügyi személyzet által esetenként újrahasznált eszközök is kedveznek a terjedésének.

## Tünetek, kórlefolyás

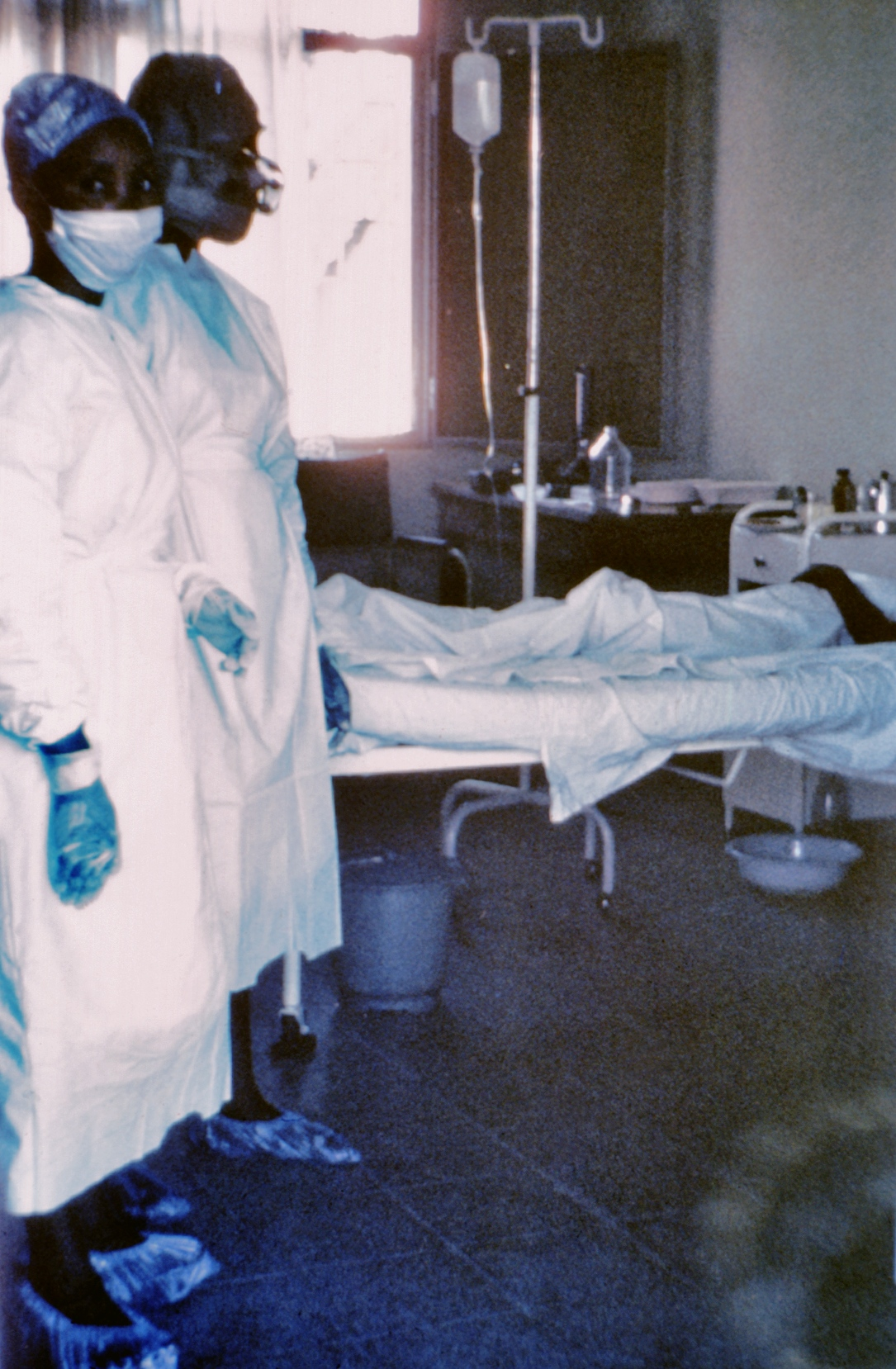
Az orvosok és az ápolók különösen veszélyeztetettek. A felvételen látható két ápoló az egyik megbetegedett nővér, Mayinga N'Seka ágya előtt áll, aki néhány nappal később meghalt (Kinshasa, 1976, fotó: CDC/Dr. Lyle Conrad)

A különböző típusú Ebola-vírusok által okozott megbetegedések klinikai megjelenésüket tekintve némiképp különböznek egymástól. A fertőzés után 2-25 nap lappangási időt követően jelentkeznek a betegség első tünetei. Az átlagos lappangási idő 4-10 nap, a zaire típusú vírusnál egy 2011-es tanulmányban 13 napnak találták. A betegség hirtelen kezdettel, a vírusfertőzésekre általánosan jellemző, influenza-szerű tünetekkel indul, mint a rossz közérzet, láz, fejfájás, torokfájás, izomfájdalom és izomgyengeség. A később megjelenő tünetek utalnak a több szervrendszeri érintettségre, hiszen a torokgyulladás, köhögés, mellkasi fájdalom, nehézlégzés a légzőrendszer, az étvágytalanság, hányinger, hasi fájdalom és a hasmenés az emésztőrendszer, a fejfájás, zavartság, majd a később bekövetkező kóma az idegrendszer, míg a nyálkahártyákon majd a bőrön is megjelenő pontszerű vérzések, a testszerte kialakuló vizenyő és a vérnyomás csökkenése a véralvadás és az érrendszer érintettségét jelzi.
A betegség tetőpontján, az első tünetektől számított 5-7. napon, kialakulnak a vérzéses lázra (febris haemorrhagica) jellemző tünetek. Laboratóriumi módszerekkel mindegyik betegben kimutatható a vérkeringés és véralvadás valamilyen mértékű zavara, a súlyosabb vérzéses tünetek megjelenése azonban kedvezőtlenebb kimenetelt valószínűsít. Az injekciós szúrások helyéről, illetve a nyálkahártyákról (bélrendszer, orr, fogíny, hüvely) származó vérzéseket a betegek 40-50 százalékában tapasztalnak. A bőrön pontszerű bevérzések (petechia), véraláfutások (ecchymosis), nagyobb vérömlenyek (haematoma) a betegek kb. felében vannak jelen. A nyálkahártyavérzésekre utal a véres széklet (melaena), a vérhányás, vagy vér felköhögése a légutakból. A súlyos vérzések ritkák, rendszerint az emésztőrendszerben alakulnak ki. A vérzésekből származó vérveszteség általában nem jelentős, a halált nem ez, hanem az ezzel párhuzamosan kialakuló többszervi elégtelenség (máj, vese) okozza, ami a szervezet folyadékháztartásának felborulása, az alacsony vérnyomás, a véralvadási zavarok (pl. disszeminált intravaszkuláris koaguláció, DIC) és a szövetekben elszórtan kialakuló elhalások (necrosis) következtében alakul ki.
A túlélők teljesen felépülhetnek a betegségből, a gyógyulási fázis azonban hosszú lehet, akár hetekig vagy hónapokig tarthat. A lábadozás alatt gyakori tünet a fejfájás, fogyás, ízületi fájdalmak, hajhullás, a tartós vérszegénység (anaemia). Hetekkel a betegséget követően is kialakulhat a betegben szem-érhártya-gyulladás (uveitis) vagy heregyulladás (orchitis), és még hetekig jelen lehet a beteg testnedveiben (pl. ondó) a vírus.

## Diagnosztika
A betegség diagnosztikájában alapvető a pontos anamnézis felvétele, különös tekintettel az olyan részletekre, hogy hol járt és milyen környezeti hatásoknak volt kitéve a beteg (pl. érintkezett-e vadállatokkal). Problémát jelent, hogy a betegség korai fázisában tapasztalt tüneteket sok más betegség is okozhatja, különösen azokon az afrikai területeken, ahol az Ebola is előfordul. Fertőző betegségek közül a többi vírus által okozott vérzéses láz, a Plasmodium falciparum okozta malária, a hastífusz, és a sigellózis is okozhat hasonló tüneteket. Ezek mellett felmerülhet még az akut promielocitás leukémia, hemolitikus urémiás szindróma, kígyómarás vagy a warfarin túladagolás is. Pusztán a klinikai tünetek alapján az Ebolát nem lehet elkülöníteni a Marburg-vírus okozta vérzéses láztól, a végső diagnózist laboratóriumi vizsgálatok szolgáltatják. Ezek közé tartozik az ELISA, mellyel a vírus antigénjeit, vagy a betegben a vírus ellen termelt ellenanyagokat mutatják ki a beteg vérszérumából, vagy a RT-PCR, amivel a vírusra jellemző RNS szakaszok azonosíthatók.

## Kezelés

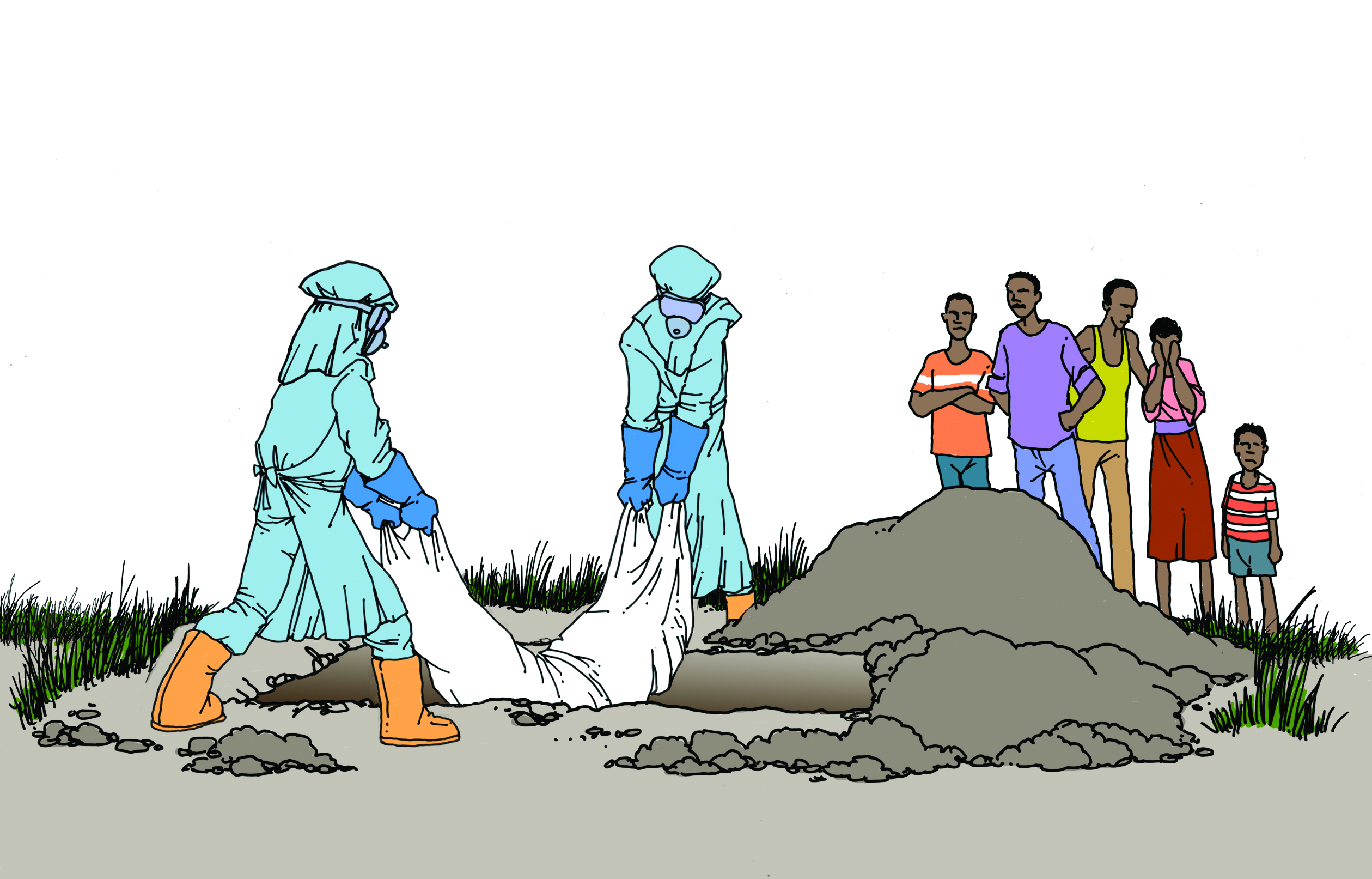
Az ebola beteg holttestének biztonságos temetése, illusztráció

A betegségnek jelenleg nincsen specifikus kezelése, a terápia gyakorlatilag a támogató kezelésekre korlátozódik. Figyelembe véve az érintett területek infrastrukturális és egészségügyi lehetőségeit, ennek biztosítása is komoly kihívást jelenthet. Mivel a betegség kezdeti tünetei nem jellegzetesek és a rendelkezésre álló laboratóriumi háttér is sokszor szegényes, a betegséget eleinte sokszor félrediagnosztizálják, a lázas beteget elkülönítés nélkül antibiotikummal vagy malária ellenes szerrel kezelik.
Ebola esetén a beteget mindenképpen elkülönítik. Tüneti kezelésként fájdalomcsillapítókat, lázcsillapítókat, nyugtatókat, prokoagulánsokat és hányáscsökkentő gyógyszereket alkalmaznak, amennyiben rendelkezésre állnak. A folyadékpótlás a kezelés egyik központi eleme, amennyiben lehetséges, a szájon át történő folyadékbevitelt preferálják, mivel így a vérzékeny és fertőző beteget nem kell megszúrni.

### Kísérleti terápiák
Az 1995-ös járványban, ami a Kongói Demokratikus Köztársaságban zajlott, nyolc ebolás tüneteket mutató betegnek a vírus elleni antitesteket tartalmazó vért adtak. A vérkészítmények öt, a fertőzést túlélő, már lábadozó személytől származtak. A nyolc betegből hét túlélte a betegséget, ami a szokásos halálozási aránynál jóval kedvezőbbnek tűnt. Az antitestekkel végzett állatkísérletek ígéretes, de némiképp ellentmondásos eredményeket hoztak idáig, ugyanis nem minden fajból nyert antitestek védték meg a főemlősöket a kísérletekben, többek között egy rekombináns humán antitest is hatástalannak bizonyult.

#### ZMapp
2014 augusztusában a nyugat-afrikai járvány során megfertőzött két amerikai betegnek kísérleti jelleggel egy fejlesztés alatt álló, akkor még hivatalosan nem bejegyzett ZMapp nevű gyógyszert adtak, ami három monoklonális antitest keverékét tartalmazta. A szert korábban emberben még nem tesztelték, a rendkívüli helyzetre való tekintettel alkalmazták a két betegnél. Az eddig nyilvánosságra került adatok alapján a szer hatásos volt.

#### cAd3-ZEBOV
Egy másik terápiás megközelítés a virális RNS-polimeráz enzimet kódoló L gén semlegesítése, melyhez az RNS-interferencia jelenségét próbálják kihasználni. Főemlősökön végzett állatkísérletekben a módszert hatásosnak találták. Egy másik, 2010-ben megjelent tanulmányban a VP24 és VP35 ellen tervezett foszforodiamidát-morfolino oligomereket (PMO) vizsgáltak, amelyek rágcsálókban és makákókban is hatásosnak bizonyultak.

#### TKM-Ebola
A kutatók eltérő hatásmechanizmusú, az ebola betegséget gyógyszerrel legyőző terápiával kísérleteznek. Ezek közül nagyon ígéretes a kanadai Tekmira Pharmaceuticals cég TKM-Ebola nevű szere. A gyógyszer kikapcsolja az Ebola-vírusnak azokat a génjeit, amelyek az RNS-interferenciáért felelősek.

## Megelőzése

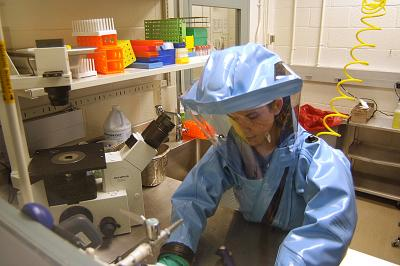
Egy Ebola-vírussal dolgozó kutató védőruhában

Hatékony kezelés híján a fertőzés megelőzése alapvető fontosságú. A betegek és a betegségben elhunytak testnedvei fertőzőek, a velük való közvetlen érintkezés kerülendő, ezért a betegség lehetőségére az ellátóknak minél előbb gondolniuk kell, és aszerint kell a beteggel bánniuk. A betegeket el kell különíteni, a személyzet megfelelő védőfelszerelésekkel (védőruha, védőszemüveg, kesztyű) ellátva érintkezhet csak a beteggel. A rendszeres kézmosást és fertőtlenítést is fontosnak tartják, ugyanakkor cikkekben arról számolnak be a kint dolgozó egészségügyi szakemberek, hogy erre nehéz rábeszélni a helyieket, hiszen sokszor még elegendő ivóvíz sem áll a rendelkezésükre. Részben a szükséges eszközök, részben a nem megfelelő higiéniás gyakorlat miatt a nagyobb járványok általában a szegényebb, elmaradottabb területeken alakultak ki, ahol nem álltak rendelkezésre jól felszerelt kórházak illetve jól képzett egészségügyi dolgozók. A helyi temetkezési szokások, különösen amik balzsamozással is járnak, szintén elősegíthetik a járványok terjedését, mivel az abban résztvevők közvetlen kapcsolatba kerülnek a holttestekkel. A tetemeket gyorsan és biztonságosan (vízhatlan zsákban, mésszel) kell eltemetni, még akkor is, ha az ellenkezik az adott nép temetkezési szokásaival.

### Védőoltás
Az Ebola ellen sokáig nem állt rendelkezésre hatékony védőoltás. Többféle megközelítéssel is próbálkoztak, ezek közül a DNS-vakcinák tűntek a legígéretesebbnek. Az egyik kutatásban virális fehérjéket kódoló plazmidokkal oltottak be majmokat, amikkel a kísérleti állatokban sikerült védettséget elérniük. Ezenkívül kísérletekben használtak többek között adenovírusokat is, mint Ebola-vírus fehérjéket kódoló vektorokat. A védőoltások hatékonyságát és biztonságosságát emberekben még vizsgálják.

A 2014-es nyugat-afrikai Ebola-járvány nagy nemzetközi pánikot keltett és felgyorsította az Ebola-ellenes védőoltások fejlesztését. Ennek eredményeként több, nyugaton kifejlesztett vakcinát is sikeresen teszteltek a térségben. Az egyik oltás egy rekombináns vezikuláris sztomatitisz vírust (rVSV) tartalmaz, melyben megtalálható a ZEBOV egyik felszíni glikoproteinje, ami az oltott egyénben utóbbi ellen immunválaszt vált ki. A vakcinát Guineában tesztelték, 7651 ember bevonásával, és 100 százalékos hatékonyságot tapasztaltak, 6 nappal az oltás beadását követően az oltott egyének közül senki sem betegedett meg. A kísérleti védőoltás sikeréről 2015 júliusában az Egészségügyi Világszervezet is beszámolt.

## Eddig regisztrált ebolás megbetegedések
| Év                             | Ország                                       | Típus  | Emberi megbetegedések száma | Halálesetek | Halálozás (%) | Rövid leírás |
| ------------------------------ | -------------------------------------------- | ------ | --------------------------- | ----------- | ------------- | --- |
| 1976                           | Kongó (volt Zaire)                           | ZEBOV  | 318                         | 280         | 88%           | Yambukuban és környékén zajlott. A betegség közvetlen érintkezéssel és fertőzött orvosi eszközök használatával terjedt. A vírus első dokumentált megjelenése.                                                                                               |
| 1976                           | Szudán                                       | SEBOV  | 284                         | 151         | 53%           | Nzara és Maridi környékén fordult elő. A betegek közvetlen érintkezésével terjedt a kórházakban. Az ellátók közül is többen megbetegedtek. |
| 1977                           | Zaire (Kongói Demokratikus Köztársaság)      | ZEBOV  | 1                           | 1           | 100%          | Tandala faluból utólagosan jelentett eset. |
| 1979                           | Szudán                                       | SEBOV  | 34                          | 22          | 65%           | Ismét Nzara és Maridi városokban alakult ki, ahol a korábbi szudáni járvány is zajlott. |
| 1989                           | Amerikai Egyesült Államok                    | REBOV  | 0                           | 0           | 0%            | Reston-vírussal fertőzött Fülöp-szigetekről importált majmokból izolálták a vírust Virginában és Pennsylvaniában. |
| 1990                           | Amerikai Egyesült Államok                    | REBOV  | 4 (tünetmentes)             | 0           | 0%            | Ismét a Fülöp-szigetekről származó fertőzött majmokat különítettek el Virginiában és Texasban. Négy emberben kimutatták a vírus ellen termelt ellenanyagokat, de egyikük sem betegedett meg.                                                                |
| 1989–1990                      | Fülöp-szigetek                               | REBOV  | 3 (tünetmentes)             | 0           | 0%            | A közönséges makákók körében magas halálozással járó megbetegedés tört ki abban az intézményben, ahonnan az USA-ba került állatok is származtak. Három dolgozóban kimutattak vírus ellenes ellenanyagokat, de egyikük sem betegedett meg.                   |
| 1992                           | Olaszország                                  | REBOV  | 0                           | 0           | 0%            | Reston-vírussal fertőzött majmokat különítettek el Sienában. A majmok ugyanabból a Fülöp-szigeteki intézményből származtak, ahonnan az USA-ba is fertőzött állatok kerültek. Emberi fertőzés nem történt.                                                   |
| 1994                           | Gabon                                        | ZEBOV  | 52                          | 31          | 60%           | Mékoukában és más, mélyen az esőerdőben található aranybányák területén alakult ki. Eleinte sárgaláznak gondolták, 1995-ben ebolaként azonosították. |
| 1994                           | Elefántcsontpart                             | CIEBOV | 1                           | 0           | 0%            | Egy vad csimpánzt boncoló kutató betegedett meg a Taï erdőben. A beteget Svájcban látták el. |
| 1995                           | Zaire (Kongói Demokratikus Köztársaság)      | ZEBOV  | 315                         | 250         | 79%           | Kikwit városában fordult elő. A járvány egy az erdőben dolgozó munkástól indult, majd a családján és a kórházi betegeken keresztül terjedt. |
| 1996. január–április           | Gabon                                        | ZEBOV  | 37                          | 21          | 57%           | Mayibout környékén fordult elő. Egy, az erdőben talált elpusztult csimpánzt ettek a helyiek. 19, az állatot feldolgozó ember betegedett meg, a többi fertőzés az ő családtagjaikban alakult ki.                                                             |
| 1996. július – 1997. január    | Gabon                                        | ZEBOV  | 60                          | 45          | 75%           | Booué-ban tört ki, a forrása egy erdőben dolgozó vadász volt. A betegség a fertőzött személyekkel való közvetlen érintkezéssel terjedt. Egy vírussal fertőzött elpusztult csimpánzt találtak az erdőben.                                                    |
| 1996                           | Dél-afrikai Köztársaság                      | ZEBOV  | 2                           | 1           | 50%           | Egy egészségügyi szakember visszatért Johannesburgba, miután ebolás betegeket látott el Gabonban. Megbetegedett, elkülönítették, az őt ápoló nővér megfertőződött és meghalt.                                                                               |
| 1996                           | Amerikai Egyesült Államok                    | REBOV  | 0                           | 0           | 0%            | Reston-vírussal fertőzött Fülöp-szigetekről származó majmokat különítettek el Texas államban. Emberi fertőzés nem történt. |
| 1996                           | Fülöp-szigetek                               | REBOV  | 0                           | 0           | 0%            | Egy majmokat exportáló intézményben azonosították a Reston vírust. Emberei fertőzés nem történt. |
| 2000–2001                      | Uganda                                       | SEBOV  | 425                         | 224         | 53%           | Gulu, Masindi és Mbara megyékben tört ki járvány. A fertőzés szempontjából legnagyobb kockázatot a betegek temetésén való részvétel, a fertőzött családtaggal való érintkezés, és a fertőzött beteg megfelelő óvintézkedések nélküli ellátása jelentette.   |
| 2001. október – 2002. március  | Gabon                                        | ZEBOV  | 65                          | 53          | 82%           | Gabon és a Kongói Köztársaság határán tört ki járvány. |
| 2001. október – 2002. március  | Kongói Köztársaság                           | ZEBOV  | 57                          | 43          | 75%           | Gabon és a Kongói Köztársaság határán tört ki ismét járvány. Első alkalommal jelentettek megbetegedést Kongóból. |
| 2002. december –2003. április  | Kongói Köztársaság                           | ZEBOV  | 143                         | 128         | 90%           | Cuvette Ouest régió Mbomo és Kéllé megyéjében alakult ki járvány. |
| 2003. november–december        | Kongói Köztársaság                           | ZEBOV  | 35                          | 29          | 83%           | Mbomo megye Mbomo és Mbandza falujában történtek megbetegedések. |
| 2004                           | Szudán                                       | SEBOV  | 17                          | 7           | 41%           | A dél-szudáni Yambo megyében jelent meg a betegség. Az ebolával egy időben és helyen kanyaró járvány is volt, utólag sok ebolásnak vélt esetről kiderült, hogy valójában a kanyaró okozta a betegséget.                                                     |
| 2007                           | Kongói Demokratikus Köztársaság              | ZEBOV  | 264                         | 187         | 71%           | A járvány a Nyugat-Kasai tartományban tört ki. |
| 2007. december – 2008. január  | Uganda                                       | BDBV   | 149                         | 37          | 25%           | A járvány a nyugat-ugandai Bundibugyo megyében tört ki. A Bundibugyo-vírus (BDBV) első leírása. |
| 2008. november                 | Fülöp-szigetek                               | REBOV  | 6 (tünetmentes)             | 0           | 0%            | Fülöp-szigeteki járvány, az első eset, hogy a vírust sertésekben észlelték. A sertéstelep hat dolgozójában kimutatták a Reston-vírus ellenes ellenanyagokat, de egyikük sem betegedett meg.                                                                 |
| 2008. december – 2009. február | Kongói Demokratikus Köztársaság              | ZEBOV  | 32                          | 14          | 45%           | A Nyugat-Kasai tartományban található Mwekában és Lueboban alakult ki járvány. |
| 2012. június–augusztus         | Uganda                                       | SEBOV  | 24                          | 17          | 71%           | A nyugat-ugandai Kibale megyében jelentettek ebolás megbetegedéseket. |
| 2012. június–november          | Kongói Demokratikus Köztársaság              | BDBV   | 77                          | 36          | 47%           | Az Orientale tartományban tört ki járvány. |
| 2013. december–                | Guinea Libéria Sierra Leone Nigéria Szenegál | ZEBOV  | 25500                       | 10500       | 49%           | Az eddigi legnagyobb ebola járvány jelenleg is tart Guineában, és átterjedt a szomszédos államok közül Sierra Leonéba, Libériába, Nigériába és Szenegálba is.                                                                                               |
| 2014. augusztus–november       | Kongói Demokratikus Köztársaság              | SEBOV  | 66                          | 49          | 76%           | Az Egyenlítői tartományban tört ki járvány, a WHO álláspontja szerint a nyugat-afrikai járvánnyal nincs kapcsolatban. |
| 2021. január-február           | Guinea                                       |        |                             |             |               | Az egyik áldozata a járványnak egy ápolónő volt, aki 2021. január végén kapta el a betegséget és február elsején volt a temetése. A temetés után néhány nappal több jelenlévőnél is mutatkoztak a tünetek, amiket laboratóriumi vizsgálat meg is erősített. |